# 社内振替価格
社内振替価格（しゃないふりかえかかく）とは経営学用語の一つ。これは社内の事業部門間で取引が行われる場合の取引価格のことを言う。これは事業部をそれぞれ独立会社とみなし、製造部門から販売部門などといった部門間の移動の場合にも取引価格を設定した上で、各部門ごとの利益を重視した上で計算していくということで適切な業績を上げられるというわけである。社内振替価格というのは一般的には、原価と市場価格の間で設定されている。